# Khu du lịch Tây Sơn
'Tây Sơn (còn gọi là Bích Kê) là dải núi nằm ở Phía Tây, cách Côn Minh 12 km. Đi theo con đường rải nhựa xuyên qua những cánh rừng nguyên sinh lên núi Tây Sơn, du khách sẽ được tham quan những thắng cảnh nổi tiếng như Hòa Đình Tự, Thái Hòa Tự, Tam Thanh Các, Long Môn. Ở Trung Quốc thường là các phái Tôn giáo chia rất rõ ràng, như núi Võ Đang là núi Đạo giáo, núi Nga My là núi Phật giáo, nhưng núi Tây Sơn Long Môn ở Côn Minh thì lại là tam giáo hợp nhất. Có nghĩa là Phật giáo, Đạo giáo, Nho giáo đều thể hiện trên một ngọn núi Tây Sơn là một nét rất độc đáo. Đây là khu phức hợp đình đài của Đạo Giáo, Nho Giáo và Phật giáo và là điểm tham quan chính của du khách khi đến Côn Minh.

## Các di tích trên Tây Sơn Long Môn

### Hoa Đình Tự

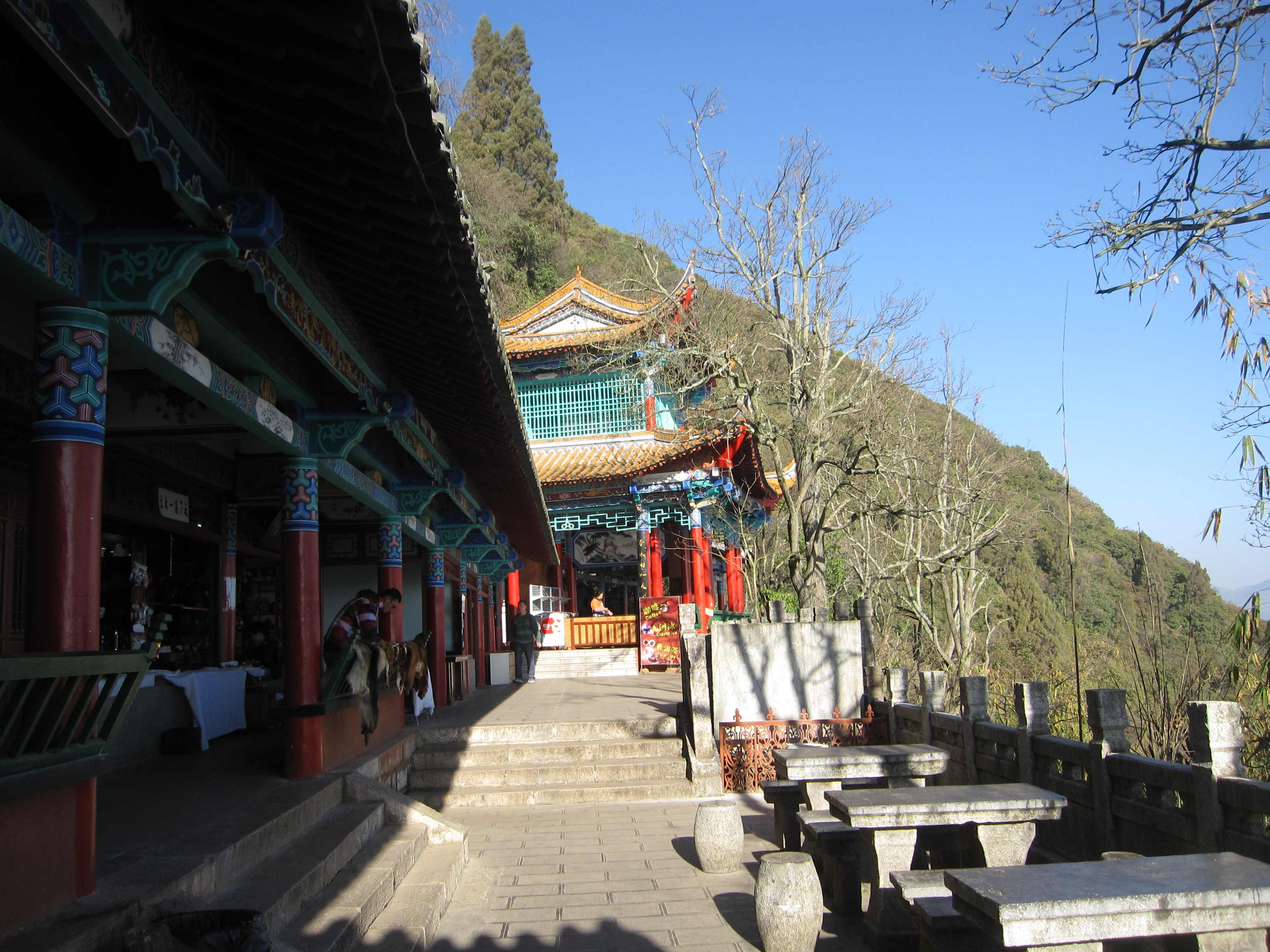
Hoa Đình Tự

Hoa Đình Tự là di tích phía Nam của khu du lịch Tây Sơn Long Môn. Hòa Đình Tự là hệ thống chùa chiền được xây dựng vào thời Nguyên (1320), là một trong những chùa lớn nhất Vân Nam, nổi tiếng với 500 bức tượng La Hán rất sinh động với những dáng vẻ khác nhau. Vào từ cổng chính qua các khuôn viên, điện chính gọi là "Thiên Vương Bảo Điện" trong đó có các tượng phật Thích Ca, Quan Âm, hai mươi bốn thiên thần, có "Tứ Đại Thiên Vương" hay còn gọi là "Hộ Thế Tứ Đại Kim Cương" là những pho tượng quý. Ngoài ra trong điện còn có nhiều bảo vật được lưu giữ có lịch sử 700 năm. 

### Thanh Các, Long Môn

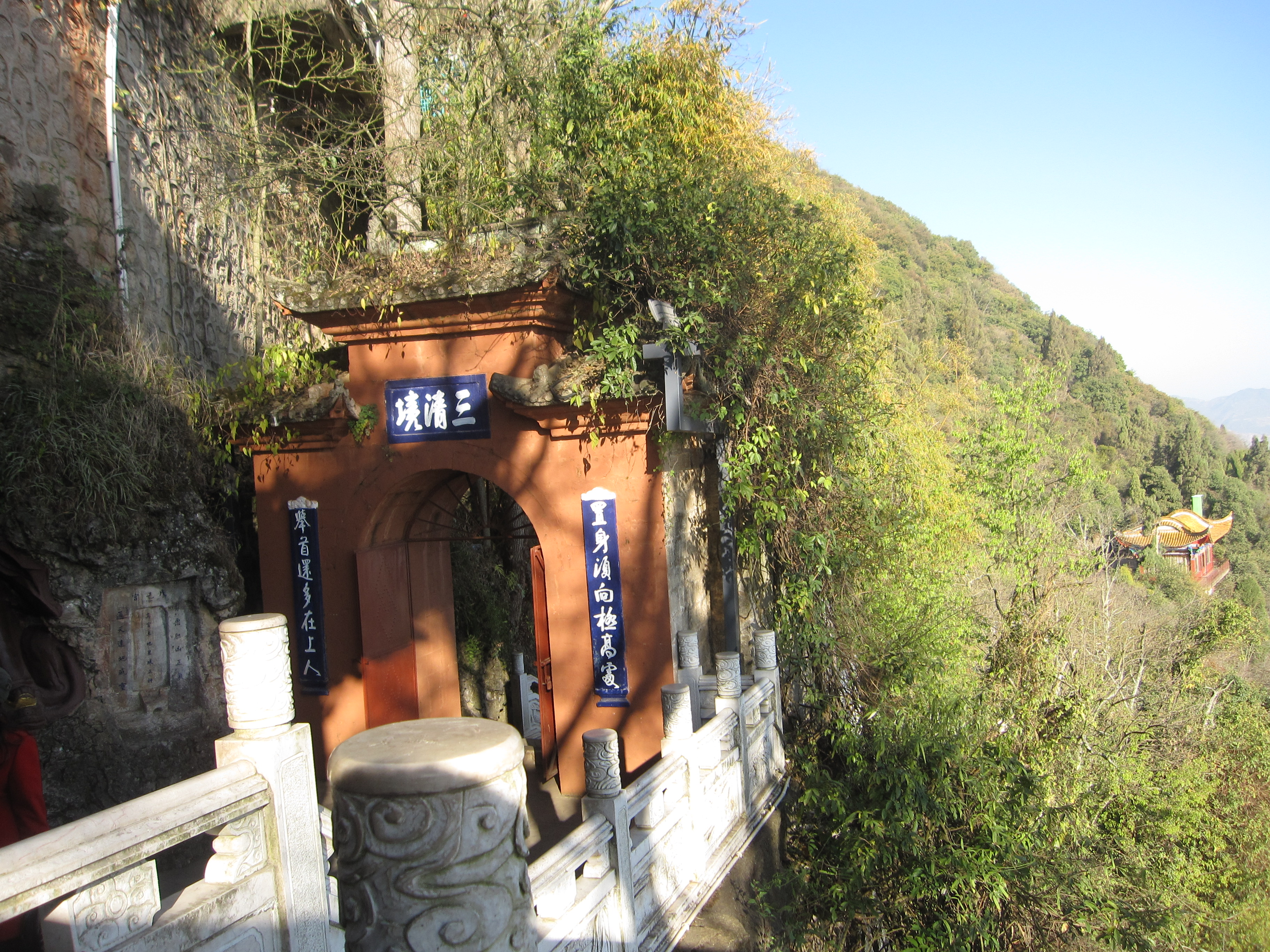
Cổng vào Tam Thanh Các

Là khu du lịch hấp dẫn nhất Tây Sơn, theo quan điểm của Đạo giáo Tam Thanh (Ngọc Thanh, Thượng Thanh, Thiên Thanh) là tiên cảnh, chỉ nơi cư ngụ của các vị tiên. Theo từng bậc đá đi nem theo những vách đá cheo leo qua Linh Quang Điện, Thuần Dương Lầu, Huyền Đế Điện, Ngọc Hoàng Các, Lôi Thần Miếu, Tam Phật Điện, Thọ Phúc Điện, Quan Đế Điện. Tại Long Môn, toàn bộ các công trình trên bao gồm nhiều bậc đá và nhiều hang hầm đều do người xưa tạc trên vách đá dựng đứng len lỏi trong vách núi của Tây Sơn. Người khai phá Tây Sơn là nhà tu hành đạo sĩ Ngô Lại Thanh bắt đầu tạc vào đời Càn Long (1781), với hai ban tay và công cụ thô sơ, đúng 72 năm và hai đời người mới hoàn thành công trình Long Môn nham, công trình Long Môn nham là đục xuyên vaćh núi thẳng đứng của dãy núi Tây Sơn, và trên vách núi lại đục sâu vào lòng đá để tạo thành các pho tượng Phật giáo và Đạo giáo, Nho Giáo.
Nhiều công trình có giá trị nghệ thuật cao mang đậm tín ngưỡng Đạo giáo Trung Hoa như các bức tượng thần, rồng, hạc, vân mây, lư hương. Bàn thờ Đào Tiên trong Vân Hoa Động và Đạt Thiên Các đều được tạc từ khối đá tự nhiên của vách đá. Từ Long Môn nhìn xuống chân núi là Hồ Điền nổi tiếng và lớn nhất tỉnh Vân Nam có diện tích mặt nước 318 km². Hồ Điền còn được gọi là "Hòn ngọc trên cao nguyên".

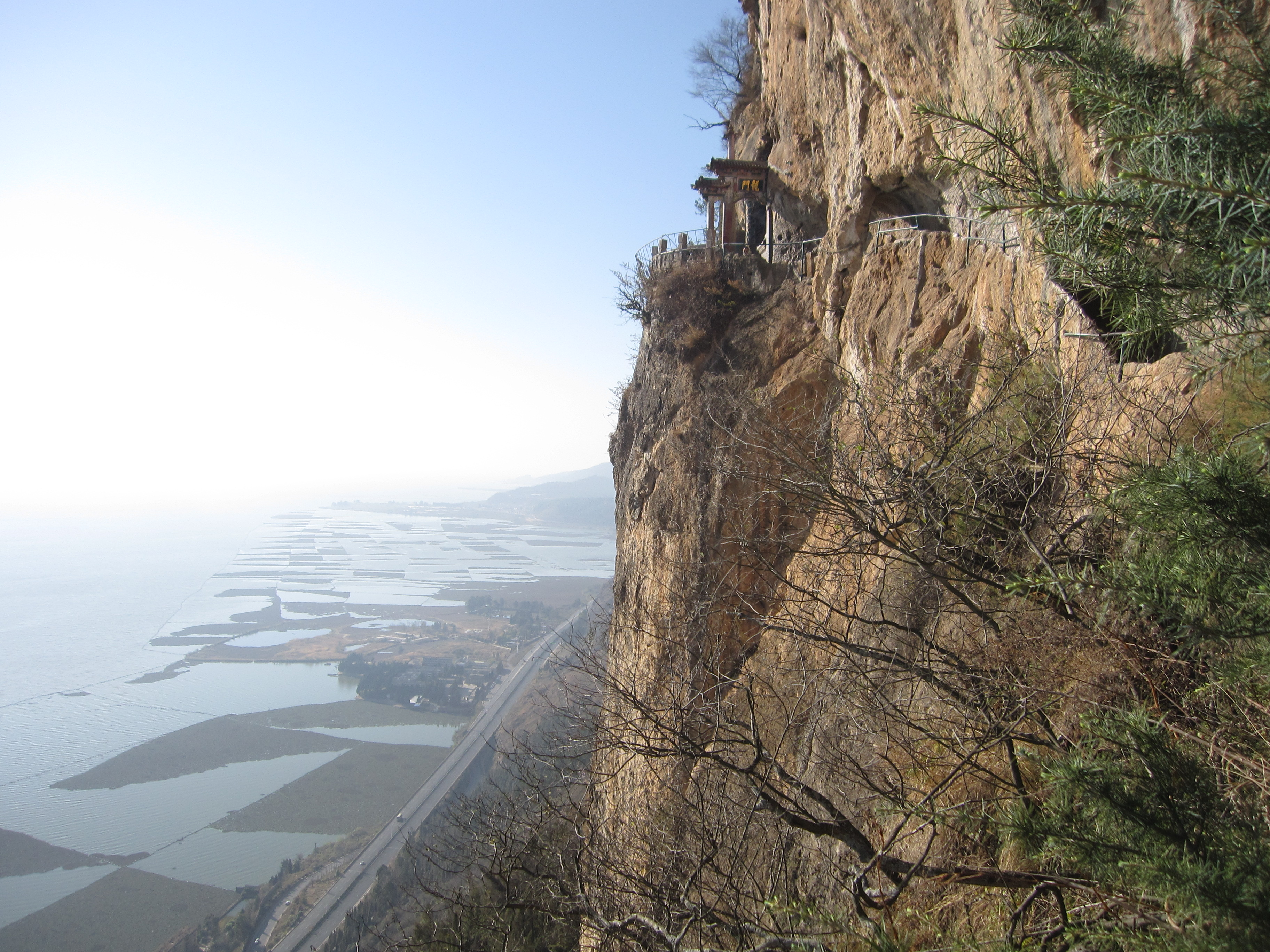
Đường lên Long Môn, phía dưới là Hồ Điền

### Kim Điện
Trước kia gọi là Thái Hòa Cung, tọa lạc trên núi Minh Phương cách Côn Minh 7 km về phía Đông Bắc, là một quần thể cung điện trong đó nổi bật nhất là "Kim Điện" được đúc hoàn toàn bằng đồng, từ cột, kèo, mái ngói, khung, cửa cho đến vách, hoành phi, bàn thờ, tượng thần, lư hương. Tổng trọng lượng ước tính khoảng 200 tấn. Những đường nét tinh xảo mô tả rồng, mây, ngọn lửa, thần tiên, muông thú … cho thấy trình độ đúc đồng của Trung Quốc 400 năm về trước (Triều nhà Minh 1602). Đến năm Khang Hy thứ 10, Kim Điện được trùng tu và trở thành một trong ba chùa đồng lớn nhất và được giữ gìn tốt nhất của Trung Quốc.
Trong Kim Điện có khu Đại Hùng Bảo Điện tạc 500 vị la hán với đường nét tinh xảo và khu La Hán Đườnng cũng có khu 500 vị La Hán mạ vàng. 
Khu "Minh Chuông Lầu" cao 30m gồm 3 tầng mái cong. Tầng trên cùng treo quả chuông cao 2,1m, chu vi 6,7m, nặng 14 tấn. Ngoài những đồ cổ có giá trị, Kim Điện còn có những cây cổ được trồng vào Triều Minh như Hoa Trà, Tường Vi, dù đã có trên 400 năm tuổi, nhưng mỗi độ xuân về lại nở hàng ngàn đóa hoa rực rỡ. Tại khu Kim Điện có Trà Hoa Viên lớn nhất Trung Quốc, nơi lưu giữ các gốc hoa trà cổ.